# مهرداد یگانه
مهرداد یگانه (زادهٔ ۲ بهمن ۱۳۷۰)، بازیکن فوتبال اهل ایران است.

## افتخارات

#### زیر ۱۷ سال ایران
- قهرمانی زیر ۱۶ سال آسیا (۱): ۲۰۰۸